# Салайые
Са́лайые (эст. Salajõe), ранее Са́лае́гги (нем. Sallajöggi) — деревня в волости Ляэне-Нигула уезда Ляэнемаа, Эстония. 
До 2013 года деревня входила в состав волости Ору.

## География и описание
Расположена в 9,5 километрах к северу от уездного центра — города Хаапсалу. Высота над уровнем моря — 13 метров.
Через деревню течёт река Салайыги. Рядом с деревней проходит шоссе Харью-Ристи — Ригулди — Вынткюла.
Климат умеренный. Официальный язык — эстонский. Почтовый индекс — 91016.

## Население
По данным переписи населения 2011 года в Салайыэ проживали 30 человек, из них 29 (96,7 %) — эстонцы.
По данным переписи населения 2011 года, в деревне насчитывалось 29 жителей, из них 25 (86,2 %) — эстонцы.
Численность населения деревни Салайыэ:
| Год  | 2000 | 2011 | 2017 | 2018 | 2019 | 2020 | 2021 |
| ---- | ---- | ---- | ---- | ---- | ---- | ---- | ---- |
| Чел. | 45   | ↘ 30 | ↗ 37 | ↘ 35 | ↘ 34 | ↗ 36 | ↘ 29 |

## Достопримечательности
В деревне находятся два больших ледниковых валуна. Валуны были взяты под охрану государства в 1937 году и известны под названиями «Валун хутора Аллика» (длина 7 метров, ширина 5,5 метра, высота 3,9 метра, обхват 19,6 метра) и «Валун хутора Каземетса» (длина 6,8 метра, ширина 4,4 метра, высота 3,4 метра, обхват 17,6 метра).